# 朱載圳
朱 載圳（しゅ さいせん、嘉靖16年2月19日（1537年3月29日） - 嘉靖44年1月9日（1565年2月9日））は、明の皇族。

## 生涯
第12代皇帝嘉靖帝の四男。1539年に兄の朱載坖（後の隆慶帝）と共に王に封じられ、兄は裕王に、自らは景王になった。1549年に皇太子の朱載壡が早世すると、諸臣より次の皇太子に推挙された。しかし父帝からは煙たがられており、1561年には封地の徳安にほとんど強制的に赴かされたという。1565年に死去したが、その死を知ったときに父帝は「やっと死んだ。これで太子に立てる必要も無くなった」と喜んだとまで伝わっている。